# غار سم
غار سُم در زبان محلی به معنای (حفره و غار) نام غاری است در ارتفاع ۱٬۷۰۰ متری کوه خواجه قنبر (امامزاده بالای کوه) در منطقه نامیج روستای نام نیک بخش کالپوش شهرستان میامی به فاصله تقریبی ۲ ساعت راهپیمایی قرار گرفته است. این غار طبیعی از جنس آهک می‌باشد که بر اساس جریان آب از داخل سنگ‌های آهکی بسط و گسترش یافته است.غار سم دومین غار عمیق کشور می‌باشد.

## جاذبه‌ها
جاذبه‌های زیبا و بکر این غار شگفت‌انگیز، اما خطرناک، بهشتی جذاب را برای طبیعت گردان و علاقه‌مندان به رشته‌های غارنوردی و کوهنوردان فراهم کرده است. تاکنون ۲۱ چاه در این غار زیبا با تلاش‌های گروه‌های کوهنوردی کشف شده که ۱۷ چاه از این غار بوسیله گروه کوهنوردی قابوس گنبد کشف شده است. این پدیده اسرارآمیز در این غار ۳۷۵ متر عمق دارد.
در داخل غار بقایای سفال مربوط به دوران کهن و اسکلت‌هایی دیده شده است. دهانه این غار در یک محوطه باستانی قرار دارد. در دهلیزهای آغازی این غار نیز بقایای اسکلت انسانی موجود است. غار سم دومین غار عمیق و خطرناک ایران می‌باشد. نام این غار (سُم) در زبان محلی به معنای حفره و غار می‌باشد.
در مسیر ورودی غار سم با مسیر تنگ و باریکی مواجه می‌شویم که به مسیر «خرچنگ رو» معروف است، ولی برخلاف خرچنگ روی غارهای دیگر کشورمان، تنگناهای این غار تمامی ندارد و حتی امکان برگرداندن سر وجود ندارد و بیشتر مسیر را باید به یک سمت حرکت کرد. مشکل دیگری که باعث می‌شود این غار را خطرناک برای غارنوردان کند کاهش دمای بیش از حد غار می‌باشد.
به همین خاطر داشتن امکانات غارنوردی در این غار و حرفه‌ای بودن بسیار مهم و الزامی می‌باشد. در این غار هر چه جلوتر می‌روید سرد و سردتر می‌شود. در واقع از چاه ۱۹ به بعد، دمای هوا به ۶ درجه رسیده و بسیار کاهش پیدا می‌کند و باید برای گرم کردن بدن برنامه‌ریزی کرد، در غیر این صورت غارنوردان نمی‌توانند به مسیر خود ادامه بدهند»

## ویژگی‌ها
در غار سم به دلیل مسیرهای دشوار کار امداد رسانی بسیار سخت و حتی غیرممکن است به همین منظور به نظر غارنوردان حرفه‌ای این غار بسیار خطرناک است، به همین خاطر تیم‌های بازدیدکننده باید کاملاً آماده و مجهز باشند وگرنه یک حادثه ساده و یک اتفاق کوچک امکان دارد منجر به مرگ آن‌ها شود.
معابر عبوری غار سم به دلیل تنگ بودن بیش از حد و پرپیچ و خم بودن تنها یک فرد می‌تواند خود و کوله اش را عبور دهد. پژوهش‌های انجام شده بر روی این غار حاکی از قدمت بالای آن می‌باشد. نمونه‌های کشف شده از جمجمه انسان و حیوانات در این غار نشان دهنده این مسئله است. شاهد این ادعا کشف اسکلت خفاشی است که ۱۰ برابر بزرگتر از اسکلت خفاش‌های معمولی است.
در این غار خطرناک و عمیق خفاش‌های موجود در آن به دلیل نامشخصی از بین رفته‌اند و اکثراً اسکلت‌های آن‌ها در یک نقطه جمع شده‌اند، اما این استخوان‌ها تنها نشان زندگی در غار نیستند، نوعی پروانه خاص هم در چاه چهار وجود دارد که از نوع کمیاب است.

## پیشینه پیمایش
عضو گروه کوهنوردی و غار نوردی قابوس گنبد در زمینه کشف این غار توسط این گروه می‌گوید: پیشینه کشف این غار به تابستان سال قبل بازمی‌گردد و شناسایی این غار عمیق برای اعضای گروه چهار روز زمان برد. امین شادوند در این زمینه به خبرنگار مهر در گرگان افزود: پیش از کشف این غار توسط این گروه، برخی گروه‌های کوهنوردی تا سرچاه یک این غار پیش رفتند و این گروه با راهنماییهای محلی موفق به کشف غار و انجام کاوشهای غارنوردی در آن شد.
این غار در سفر تحقیقاتی یک گروه غارنورد به نام باشگاه کوهنوردی و اسکی دماوند در خرداد ۹۷ اجرا گردید. غار سم، در آخرین رده‌بندی غارهای ایران، پنجمین غار عمیق و یکی از فنی‌ترین غارهای ایران با عمق ۴۰۶ متر واقع در استان گلستان می‌باشد. غار نیک نیز با عمق ۱۷۸ متر د ر مجاورت غار سم واقع شده است.

## نگاره‌ها

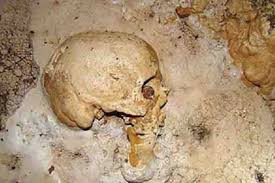
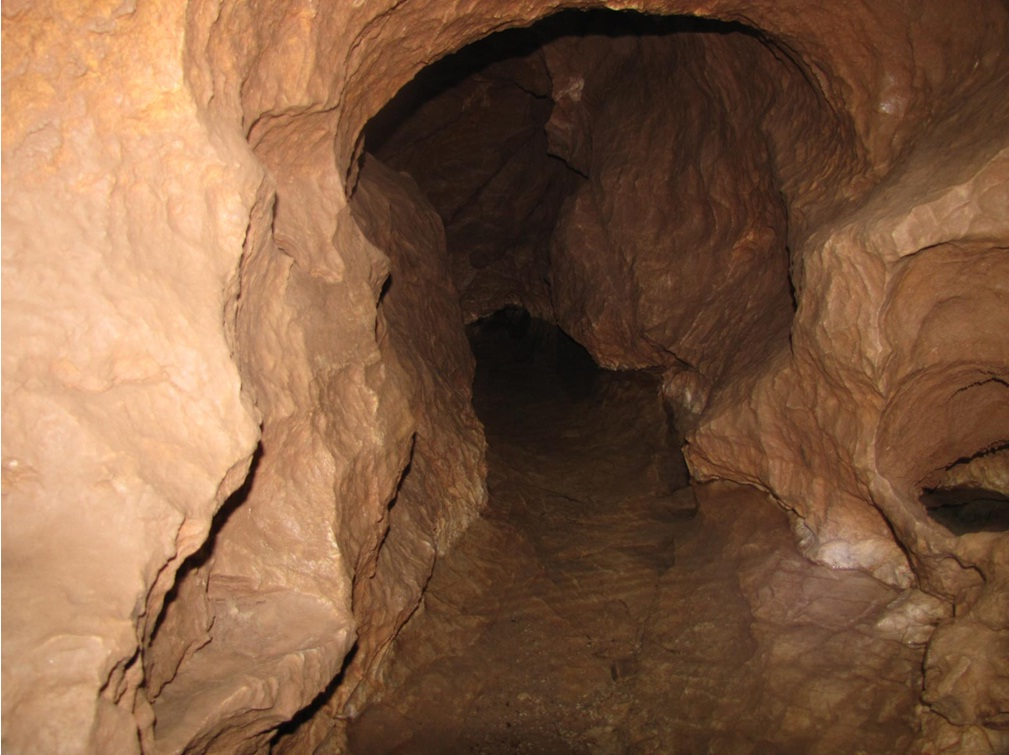
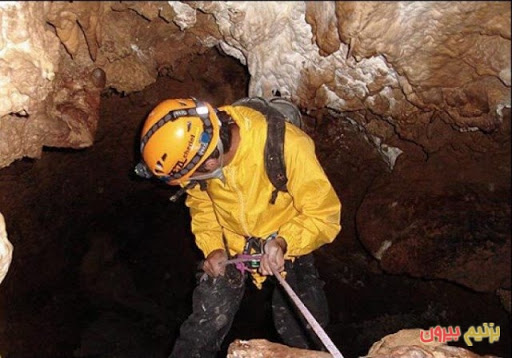

## جستاره‌های وابسته
- نام نیک
- جشنواره دشت شقایق کالپوش